# Stoki (gmina)
Stoki – dawna gmina wiejska istniejąca w XIX wieku w guberni piotrkowskiej. Siedzibą władz gminy były Stoki (obecnie osiedle w Łodzi).
Za Królestwa Polskiego gmina Stoki należała do powiatu łodzińskiego (łódzkiego) w guberni piotrkowskiej.
Gminę zniesiono w 1868 roku, a Stoki znalazły się w gminie Nowosolna.